# Подгорный (Александровский район)
Подгорный — поселок в Александровском районе Оренбургской области России. Входит в состав Александровского сельсовета.

## История
В 1958 г. указом Президиума Верховного Совета РСФСР хутор 4-й Холодковский переименован в посёлок Подгорный.

## Население
| 2010 |
| ---- |
| 176  |